# Augusta Viktoria af Slesvig-Holsten-Sønderborg-Augustenborg
Augusta Viktoria af Slesvig-Holsten-Sønderborg-Augustenborg (Augusta Viktoria Friederike Luise Feodora Jenny) (22. oktober 1858 – 11. april 1921) var den sidste kejserinde af Tyskland fra 1888 til 1918. 

## Fødsel og familie
Prinsesse Augusta Viktoria var den ældste datter af Frederik Christian August af Slesvig-Holsten-Sønderborg-Augustenborg (hertug Friedrich der Achte) og prinsesse Adelheid til Hohenlohe-Langenburg, der selv var datter af fyrst Ernst 1. af Hohenlohe-Langenburg og Feodora af Leiningen (en ældre halvsøster til Victoria af Storbritannien).

## Ægteskab og børn
Den 27. februar 1881 blev hun gift med den senere Wilhelm II af Tyskland under en otte timers lang ceremoni, der krævede at alle stod op. Før ægteskabet og nogen tid efter blev hun betragtet som mindreværdig af Wilhelms familie. Det skyldes, at hendes far (Frederik af Slesvig-Holsten) kun var hertug og egentlig ikke havde noget land at regere over, da Slesvig-Holsten var blevet en provins i Preussen efter 2. Slesvigske Krig. Dronning Victoria af Storbritannien havde endda sagt, at kvinden ville aldrig være blevet til noget uden sit ægteskab med Wilhelm og mente, at hun var tåbelig.
Hun fik syv børn med Wilhelm:
1. Wilhelm af Preussen (1882-1951), gift 1905 med Cecilie af Mecklenburg-Schwerin fik seks børn.
2. Eitel Friedrich af Preussen (1883-1942), gift 1906 med Sophia Charlotte af Oldenburg, senere skilt. Ingen børn.
3. Adalbert af Preussen (1884-1948), gift 1914 med Adelaide af Sachsen-Meiningen fik tre børn.
4. August Wilhelm af Preussen (1887-1949), gift 1908 med Alexandra Viktoria af Slesvig-Holsten-Sønderborg-Glücksborg fik ét barn.
5. Oskar af Preussen (1888-1958), gift 1914 med baronesse Ina Marie von Bassewitz fik fire børn.
6. Joachim af Preussen (1890-1920), gift 1916 med Marie Auguste af Anhalt fik ét barn.
7. Viktoria Luise af Preussen (1892-1980), gift 1913 med Ernst August, hertug af Braunschweig fik fem børn.

## Andet
Oceanlineren Augusta Victoria er opkaldt efter hende.